# كلية الصيدلة جامعة الأزهر بالقاهرة
كلية الصيدلة جامعة الأزهر بالقاهرة هي كلية من الكليات المستحدثة بجامعة الأزهر بعد صدور قرار إعادة تنظيم الأزهر سنة 1961 بإدخال الكليات العلمية، كانت في البداية قسماً من أقسام كلية الطب جامعة الأزهر بالقاهرة وبدأت الدراسة بها سنة 1982، تحولت إلى كلية مستقلة بقرار من رئيس الجمهورية، لتكون أول كلية للصيدلة للبنات بالأزهر. تضم فرعين فرع للبنين وفرع للبنات، والتي كانت في البداية قسماً من أقسام كلية الطب جامعة الأزهر بالقاهرة، وبدأت الدراسة بها سنة 1993، تحولت إلى كلية مستقلة بقرار من رئيس الجمهورية، لتكون أول كلية للصيدلة بالأزهر، تقع بمدينة نصر في محافظة القاهرة.

## التاريخ
تعتبر جامعة الأزهر من أقدم المؤسسات الإسلامية وأكثرها عراقة في العالم، بني المسجد الأزهر عام 970م، وكان بداية التعليم علي شكل حلقات من الدروس داخل المساجد الكبري بالمدن، مما جعل المساجد مقرا للعبادات وحلقات العلم ومدارس للتعلم والتربية، بالإضافة لتلقي مبادئ القراءة والكتابة، ومنذ نشأت الأزهر وهو يساهم في نشر تعاليم الإسلام الوسطي في العالم عامة ومصر خاصة.
يرجع فضل تأسيس الجامع الأزهر للخليفة المعز لدين الله الفاطمي، في بعد بناء القاهرة بني الجامع الأزهر، ليكون أول مسجد لنشر المذهب الشيعي في مصر، كلف جوهر الصقلي في بناء المسجد وانتهى من البناء سنة 972م، أطلق الفاطميين علي هذا المسجد "الجامع" نسبة الي السيدة فاطمة الزهراء ابنة رسول الله. بعد انتشار المذهب الشيعي توسع في بناء المسجد سنة 996م، والحق به معهداً علمياً وبيت مال للمحتاجين، توسع المعهد بعد ذلك ليصبح به مدارس وأبنية تعليمية ومحاريب للتعليم اشتهرت في ذلك الوقت.

### العصر الأيوبي
أهمل الأزهر في العهد الأيوبي للقضاء على المذهب الشيعي كثيرًا ومنعت فيه الخطب والتعاليم، وسحب الأوقاف التي خصصت له، واستمر هذا الحال حتى بداية حكم المماليك سنة 1267م.
أعاد الظاهر بيبرس الخطب إليه وجميع الأوقاف التي قد سُحبت منه، وشجع على التعلم فيه طبقا المذهب السني. 
أصبح الأزهر بعد ذلك منارة في شتي بقاع مصر والعالم كله وشهد تتطور الأزهر  بعدها وجدد وبني مدرستين بالقرب من المسجد سنة 1325م، لم يقتصر التعليم في الأزهر على علوم الدين بل توسع وشمل العديد من العلوم الدنيوية في الفلك والرياضيات والطب.
منذ بداية حكم الأسرة العلوية في مصر، زاد الإهتمام بالأزهر الشريف والتعليم بداخله، بإضافات مناهج تعليمية تُدرس فيه.
أولٌ الخديوي إسماعيل للأزهر اهتماماً بالغ، بإصدارِ أولِ قانونٍ نظيمى بخصوص الشهادات العلمية سنة 1872م، حدد المواد التي سيدرسها الطلاب داخل الجامع الأزهر وشكلت أحد عشرة مادة في مختلف العلوم الإسلامية.
صدر قانون تنظيم الأزهر في عهد الملك فاروق سنة 1930م، ونص على أن التعليم ما بعد المعاهد بالأزهر يشمل كليات الشريعة و كلية أصول الدين وكلية اللغة العربية كشهادة عليا، وكان هذا القرار تاريخياً حول الجامع الأزهر من جامع إلى جامعة. وكانت توقع شهادات الخريجين بيد الملك، نظر لمكانة علمائه في ذلك الوقت.

### ثورة يوليو
بعد ثورة 23 من يوليو صدر قرار من الرئيس جمال عبد الناصر آنذاك سنة 1961م بأعادة تنظيم الأزهر والهيئات التي تنظمها لتبدء ظهور جامعة عريقة لدارسة العلوم الشريعة والعلمية والإسلامية، وفقاً للقانون إضافات لأول مرة كليات للطب والهندسة والصيدلة والزراعة والتجارة واللغات والترجمة والعلوم والتربية وطب الأسنان، بالإضافة إلى كليات الشريعة والقانون وأصول الدين واللغة العربية والدراسات العربية والإسلامية.

### نشأة الصيدلة
يعودُ علمِ الصيدلة إلى العصر اليونان القديمة، أهتم العلماء اليونانيون باستخلاص عصارة النباتات، والأعشاب من أجل استخدامها في العلاجات الدوائية للأمراض المختلفة، واستمر علم الصيدلة عبر التاريخ حتى ظهور التأثير العربي على علم الصيدلة، فقدم العلماء العرب العديد من الاسهامات في أنواع الأدوية، والعلاجات التي ساهمت في تطور الطب عامة وعلم الصيدلة خاصة، وهكذا انتقلت علم الصيدلة العربية إلى الدول الأوروبية، والتي عاد علي النفع علي ذلك العلم في صنع العقاقير الطبية، لعلاج الكثير من الأمراض.
بعد الثورة الصناعية في أوروبا، بدأت الصيدليات في الانتشار ضمن المستشفيات، قبل أن تتحول إلى صيدليات منفصلة ومع تكور علم الصيدلة تعزيز الفصل بين مهنة الطب والصيدلة بصفتهما مهنتين منفصلين عن بعضهما البعض، ولكنهما تتكاملان في دورهما في تقديم العلاج المناسب للمرضى، وءاد الاهتمام بعلم الصيدلة خصوصاً بعد الحرب العالمية الأولى.

### نشأة الصيدلة بنين بالأزهر
مرت كلية الصيدلة في رحاب جامعة الأزهر بمرحلتين قبل صدور القرار الحكومي رقم (49) سنة 1982 بإنشاء كلية للصيدلة.
- المرحلة الأولي: بعد قرار إعادة تنظيم الأزهر والهيئات التي تنظمها بإدخال الكليات العلمية أنشئت كلية الطب جامعة الأزهر بالقاهرة سنة 1961.

- المرحلة الثانية: صدر القرار حكومي رقم (215) لسنة 1967 بتحويل قسم الصيدلة إلي شعبة للصيدلة تلحق بكلية الطب جامعة الأزهر بالقاهرة وتشمل أربعة أقسام علمية وهي؛

- قسم الكيمياء الحيوية
- قسم الصيدلنيات والصيدلة الصناعية
- قسم الكيمياء الصيدلية والعضوية والتحليلية
- قسم العقاقير والميكروبيولوجي
وتخصصت لها ميزانية خاصة وجهاز إداري خاص بها.

### نشأة كلية الصيدلة بنات
- أنشئت كلية الصيدلة للبنات بجامعة الأزهر سنة 1993، طبقت عليها نفس منهج الدارسة لكلية الصيدلة بنين بالأزهر.

- قبل أول دفعة في العام الدراسى وكان عددهم مائة واثني عشر طالبة

- وافق المجلس الأعلى للأزهر على أن تتكون الأقسام العلمية بالكلية من ثمانية أقسام.

## أقسام الكلية
تشمل الكلية على تسعة أقسام وهي؛
- الصيدلية والصيدلة الصناعية: يؤهل الطالب بالمعرفة والمعلومات والمهارات المختلفة في تصميم وتقييم وتحضير الأشكال الصيدلية المختلفة، وعمل الأبحاث العلمية لحل مشكلات صناعة الدواء وتطوير الأشكال الصيدلية المتنوعة.

- العقاقير: يؤهل الطالب لدراسة مجال العقاقير وكيمياء المنتجات الطبيعية وأهميتها في إستكشاف عقاقير أكثر أمانآ وفعالية ليكون مميزا على المستوى المحلى والقومى و الدولى، وتعليم الطالبات على مجال كيمياء النواتج الطبيعية وطرق الفصل المختلفة للعديد منها والتى لها دور اقتصادى كبير، والدراية بمجال طب الأعشاب من خلال الأبحاث المستمرة والمتجددة.

- الميكروبيولوجي والمناعة: يؤهل الطالب لتعلم علم الأحياء الدقيقة والمناعة وعلم التكنولوجيا الحيوية، وكذلك التعليم في مجال علم الأحياء الدقيقة والمناعة لحماية صحة الإنسان والمجتمع ومواكبة التطور العلمي.

- علم الأدوية والسموم: يؤهل القسم الطالب للحصول على مستوى عالي من الجودة في التعليم والتدريب العملي وتزويده بالمعلومات والمهارات التي تمكنه من دخول سوق العمل في مجالات علم الأدوية ومكافحة السموم.

- الكيمياء الحيوية: يؤهل الطالب على العمل في مجالات الكيمياء الحيوية وكل ما يتعلق بهذا المجال لتحقيق أعلى درجة من الاستعداد والتدريب لدخول سوق العمل.

- الكيمياء التحيلية الصيدلية: يؤهل الطالب للتعرف علي الكيماويات وتحليل الدواء وكذلك تحليل المياه والاغذية، وتطوير برامج البحث العلمي لحل مشكلات الدواء وضبط الجودة.

- الكيمياء الصيدلية: يؤهل الطالب لإكتساب المهارات والمعلومات النظرية والتطبيقية في مجال الكيمياء الصيدلية لتخريج صيادلي كفء قادري على تقديم خدمات الصيدلية والصحة للمرض.

- الكيمياء العضوية: يؤهل الطالب للعمل في التحضير العضوى للعناصر الطبية والصيدلية و كيمياء المركبات الطبيعية والمخلقة ودراسة العلاقة بين التركيب والفاعلية و العديد من الموضوعات  الأخرى.

- الصيدلة الإكلينيكية: يؤهل الطالب إلى تحقيق التطويل المستدام في مجال الصيدلة الإكلينيكة ومجالات الرعاية الصحية والصيدليات والبحث العلمي على المستوى المحلي والإقيمي والعالمي.»

## الدرجات العلمية
تمنح الكلية الدرجات العلمية الآتية؛ 
- درجة البكالوريوس في العلوم الصيدلية ومدته خمس سنوات بالاضافه إلى سنة الامتياز
- درجة الماجستير في العلوم الصيدلية في تخصصاتها المختلفة
- درجة الدكتوراه في فلسفة العلوم الصيدلية في تخصصاتها المختلفة
- الدبلومات وتشمل
- دبلوم تحليل الأغذية
- دبلوم التحليل والمعايرات الإحيائية للأدوية
- دبلوم التحليل الكيميائي الشرعي
- دبلو النباتات الطبية
- دبلوم الميكروبيولوجي
- دبلوم صيدلة المستشفيات

## وحدات
وهي وحدة ذات طابع خاص تابعة لقسم الكيمياء الحيوية ولها استقلالها الإداري والمالي والفني والتي وافق عليها مجلس الجامعة بقرار رقم (331) سنة 1992، بموافقة المجلس الأعلي للأزهر.
تهدف الوحدة إلي عمل أبحاث في مجال دلالات الأورام السرطانية، وخاصة الأمراض التي لها علاقة بالبيئة المصرية كسرطان الثدي عند السيدات والمثانة عند الرجال والوصول بالطرق العلمية الحديثة إلي أسبابها وكذلك أحدث الطرق للكشف المبكر عنها ومتابعتها بالتحاليل الحديثة.

## مجالات العمل
تتنوع مجالات عمل الصيدلي وتقسم إلي الآتي
- صيدلي في المستشفيات، وتقسم المستشفيات التي يمكن أن يعمل فيها الصيدلي إلى الأنواع الآتية:
- المستشفيات العامة.
- المستشفيات الخاصة.
- المستشفيات التخصصيّة.
- العمل في الصيدليات.
- العمل في مصانع الأدوية.
- العمل في التدريس الأكاديميّ ضمن التعليم الجامعي أو في الكليات المُتخصصة بالطب أو الصيدلة.
- العمل في الإدارة الطبيّة
- فتح صيدلية خاصة به.

## عمداء الكلية

### فرع البنات
تَولى مَنصب عمدة الكُلية عدة أَشخاص، وهم على التَرتيب من الأقدم كَالتالي:
| الإسم                      | بداية       | نهاية       |
| -------------------------- | ----------- | ----------- |
| علاء الدين على قاسم        | يوليو 1993  | يوليو 2005  |
| فريد محمد حمادة            | يوليو 2005  | أغسطس 2009  |
| علا سيد محمد علي           | أغسطس 2009  | نوفمبر 2011 |
| راجية على محمود طه         | نوفمبر 2011 | يونيو 2014  |
| سوسن عبد المنعم عبد الرازق | أغسطس 2014  | يوليو 2018  |
| أمانى عبد الله الشريف      | أغسطس 2018  | حتي الآن    |

## وصلات خارجية
- الصفحة الرسمية لفرع البنين على موقع فيس بوك.
- الصفحة الرسمية لفرع البنات على موقع فيس بوك.